# Umatilla (Florida)
Umatilla es una ciudad ubicada en el condado de Lake en el estado estadounidense de Florida. En el Censo de 2010 tenía una población de 3.456 habitantes y una densidad poblacional de 320,92 personas por km².

## Geografía
Umatilla se encuentra ubicada en las coordenadas 28°55′37″N 81°39′51″O / 28.92694, -81.66417. Según la Oficina del Censo de los Estados Unidos, Umatilla tiene una superficie total de 10.77 km², de la cual 9.04 km² corresponden a tierra firme y (16.04%) 1.73 km² es agua.

## Demografía
Según el censo de 2010, había 3.456 personas residiendo en Umatilla. La densidad de población era de 320,92 hab./km². De los 3.456 habitantes, Umatilla estaba compuesto por el 91.46% blancos, el 3.21% eran afroamericanos, el 0.43% eran amerindios, el 0.17% eran asiáticos, el 0% eran isleños del Pacífico, el 3.59% eran de otras razas y el 1.13% pertenecían a dos o más razas. Del total de la población el 10.71% eran hispanos o latinos de cualquier raza.